# Heinz Bigler (1949)
Heinz Bigler (Bern, 17 januari 1949 - Appenzell, 20 december 2021) was een Zwitsers voetballer en coach die speelde als verdediger.

## Carrière
Bigler maakte zijn profdebuut voor BSC Young Boys in 1968 en speelde in 1969 voor FC Thun. Van 1972 tot 1977 speelde hij voor FC St. Gallen.
Hij coachte na zijn spelersloopbaan FC St. Gallen, FC Schaffhausen, FC Gossau en FC Winterthur.